# Контрфорс (архітектура)

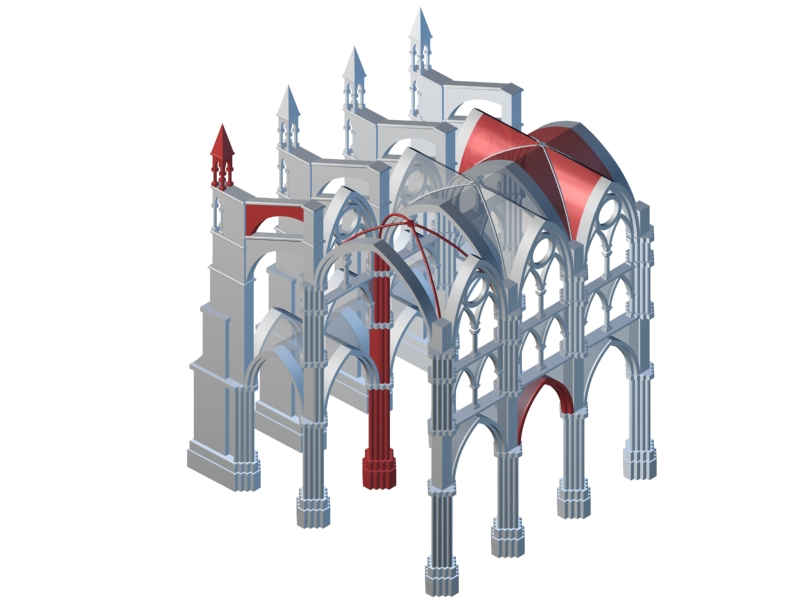
Каркасна конструкція готичного храму, ліворуч — система контрфорсів і аркбутанів, що тримають вагу хрестоподібних готичних склепінь

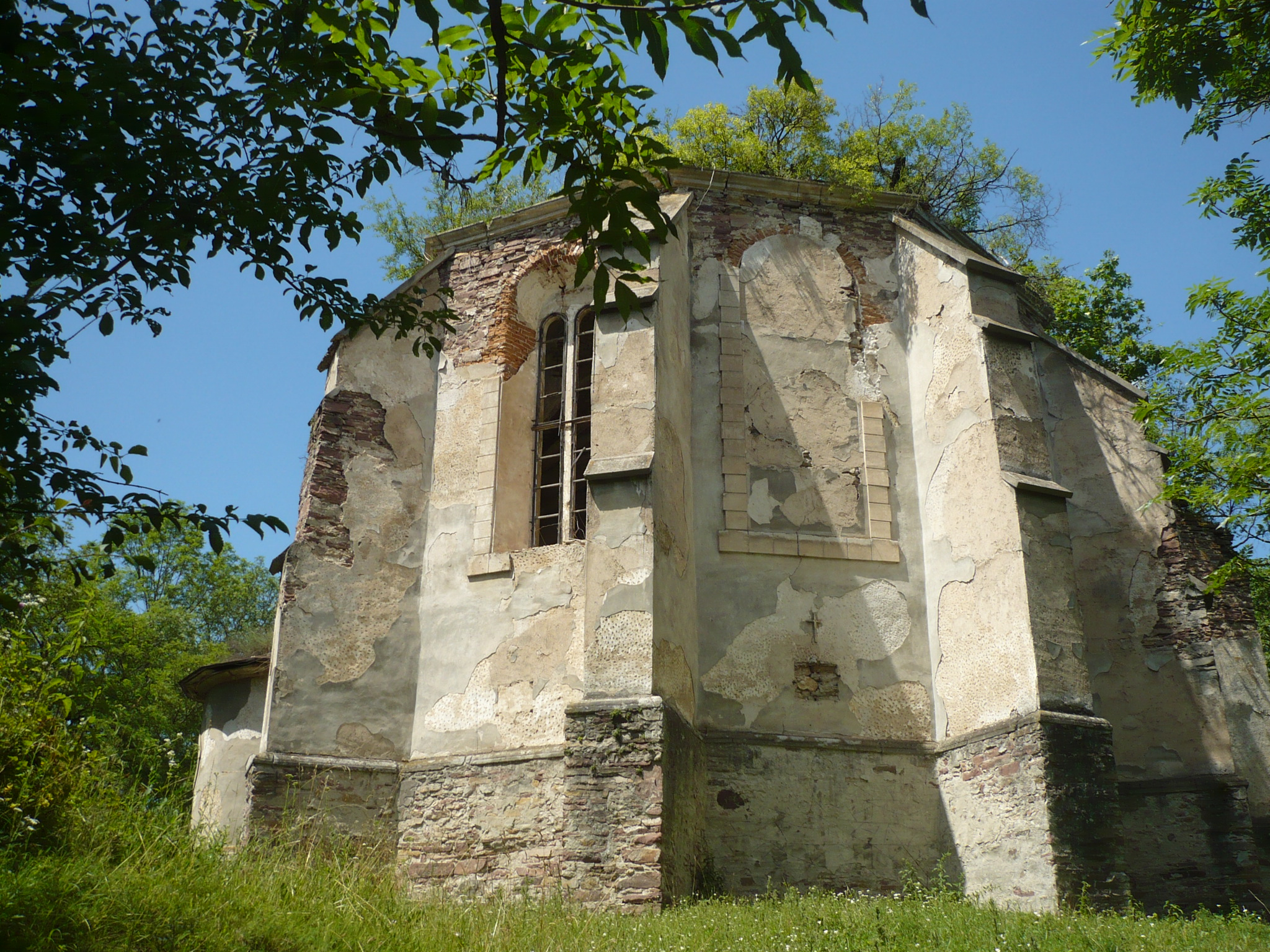
Костел Внебовзяття Пресвятої Діви Марії (Язловець), Бучацький район, Тернопільщина

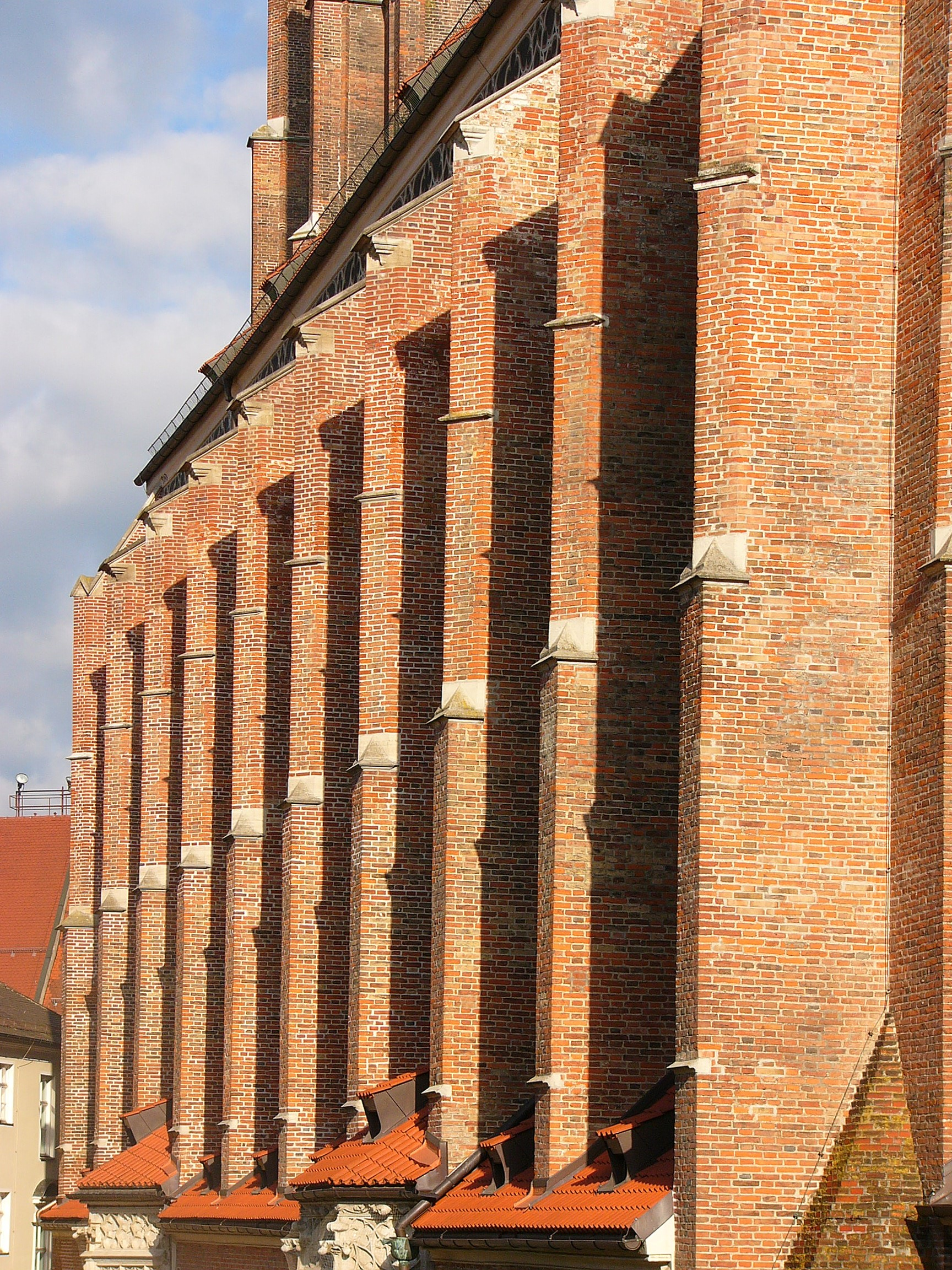
Контрфорси кірхи св. Мартина у Ландсгуті (Баварія)

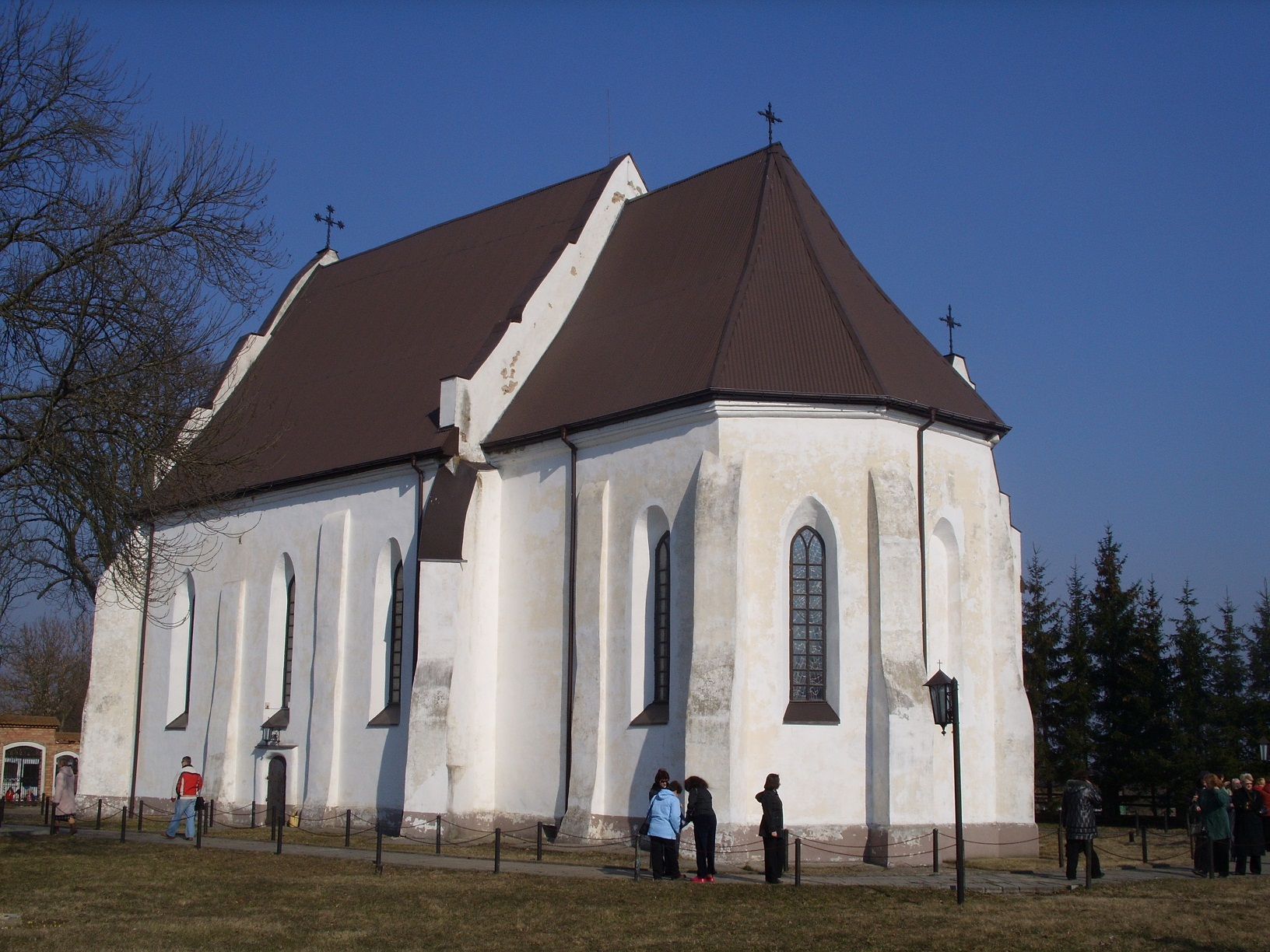
Костел в Ішколді (Білорусь)

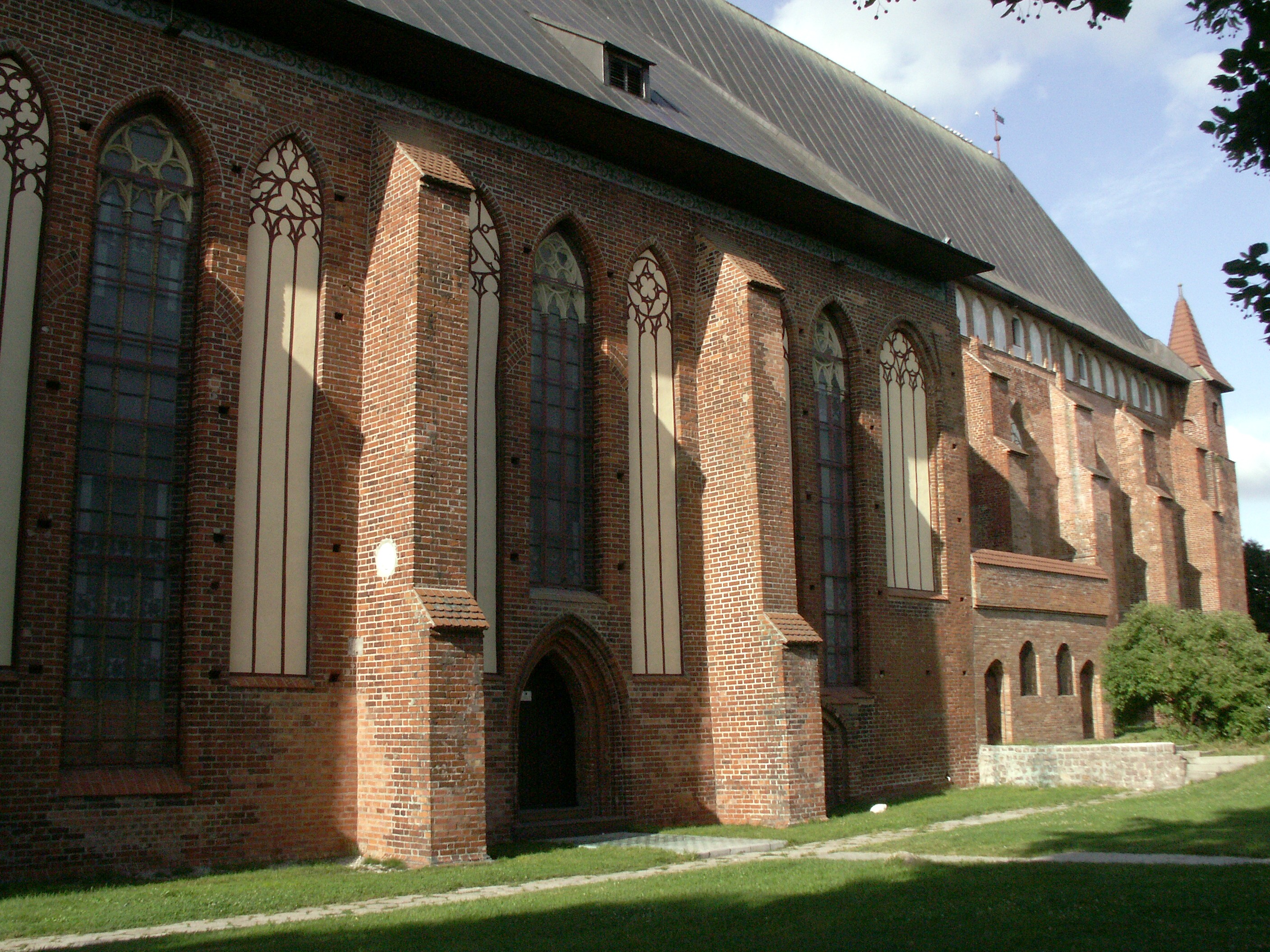
Контрфорси кафедрального собору в Кеніґсберґу (Калінінґраді), XIV століття

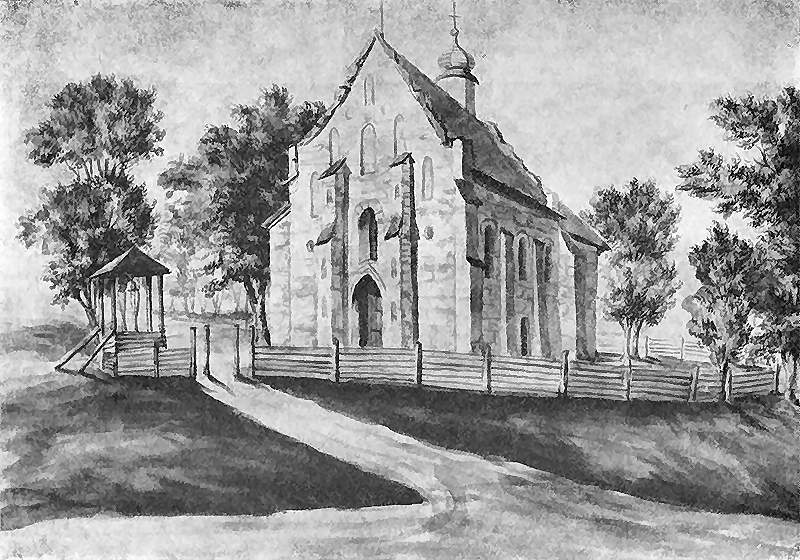
Костел з контрфорсами. Акварель Наполеона Орди (1876)

Контрфо́рс (фр. contre force — «протидіюча сила») або підстінок — вертикальна конструкція у вигляді висунутої назовні частини стіни, вертикального ребра чи окремої опори, зв'язаної зі стіною аркбутаном. Призначена для посилення несучої стіни через прийняття на себе горизонтального зусилля розпору від склепінь.
Зовнішня поверхня контрфорса може бути вертикальною, ступінчастою або безперервно похилою, збільшуючись в перерізі до основи.
Якщо контрфорс не навантажений горизонтальною силою, то його називають псевдоконтрфорсом, який служить тільки прикрасою споруди.

## Історія
Контрфорси вживали ще давні римляни, але майже винятково для підпирання кам'яної оболонки платформ, побудованих на схилі пагорбів. При зведенні власне будівель у них виявилося потреба після того, як у церквах та інших будівлях почали робити (щоб уникнути пожеж, а на півночі Європи і для захисту від холоду) замість дерев'яних стельових покриттів кам'яні склепіння. Контрфорси, таким чином, отримали дуже важливе значення в будівлях романської епохи, особливо у храмах.
Контрфорси зводилися навколо всієї споруди, у вигляді підвалин, які прилягають до стін із зовнішнього боку і розташовані на деякій відстані один від одного, проти тих місць, в які впираються у стіну підпружні арки склепінь. Вони виглядали у своєму розрізі як квадрат або прямокутник, іноді звужувалися догори і майже завжди закінчувалися там одним або кількома відкосами, які полегшували стікання з них дощової води.
Ще важливіше значення контрфорси набули в готичній архітектурі. Високі мури готичних соборів, прорізані величезними вікнами, не могли без допомоги контрфорсів ані триматися самі, ані витримувати ваги склепінь, спертих на них. Тому контрфорси були одними з найістотніших і найпомітніших частин будівлі. Згодом, із розвитком готики, їх стали зводити дещо відступивши від стін, але з'єднували зі стінами так званими підпірними арками (аркбутанами). Розріз отримав багатокутну форму, поверхня ― архітектурні прикраси, згідно з загальною орнаментацією будівлі, а вершина ― гостре увінчання у вигляді засіяних кросами пінаклей (XIV ст.).
В епоху Відродження, з поверненням мистецтва до античних форм, контрфорси майже зовсім вийшли з ужитку в архітектурі: їх замінили (у значенні стінних опор) групи колон або ж декоровані напівколонами виступи стін.

## Деякі види контрфорсів
- Кутовий контрфорс — продовження стін за межі будівлі на розі. Таким чином, ця ділянка в горизонтальному перерізі має форму хреста.
- Діагональний контрфорс — опора, споруджена на розі будівлі так, що утворює зі стінами кут 135°.

|         |
| Кутовий |

|                        |
| Охопний (затискальний) |

|              |
| Діагональний |

|  |
|  |